# Air Florida Commuter
Air Florida Commuter era la rete regionale di Air Florida. Non era una compagnia aerea vera e propria, ma un sistema di vettori affiliati che alimentavano il traffico nei maggiori aeroporti dove era presente con i propri servizi Air Florida. In base ad un accordo noto come code-sharing, ogni compagnia aerea tinteggiò i propri aerei con la livrea Air Florida e i loro voli venivano elencati, nei sistemi di prenotazione computerizzati, come voli Air Florida.

## Storia
Air Miami divenne la prima affiliata nel 1980 e oltre una dozzina di altre società entrò a far parte del sistema:
- Air Miami (poi North American Airlines) dal 26 ottobre 1980 al 30 novembre 1981
- Finair Express dal 1983 al maggio 1984
- Florida Airlines (poi Southern International Airways) dal 1 febbraio 1981 all'agosto 1981
- Gull Air dal 1982 al maggio 1984
- Key Airlines
- Marco Island Airways dal 1980 al maggio 1984
- National Commuter Airlines dal 26 aprile 1982 al 3 settembre 1983
- North American Airlines (ex Air Miami) dal 1 dicembre 1980 al 1 dicembre 1981
- Pompano Airways dal 1983 al maggio 1984
- Skyway of Ocala/"Skyway Commuter"[4] dal dicembre 1981 al maggio 1984
- Slocum Air dal 1983 al maggio 1984
- Southern International Airways (ex Florida Airlines) dall'agosto 1981 al 1 dicembre 1981

Quando Air Florida iniziò ad avere seri problrmi economici il sistema fu completamente smantellato entro la prima metà del 1984.

## Flotta
I vettori aderenti operavano i seguenti tipi di velivoli:
- Beechcraft 99
- Britten Norman BN.2 "Islander"
- Britten-Norman BN.2 Mk.III "Trislander"
- CASA 212-200 "Aviocar"
- Cessna 208B "Grand Caravan"
- Cessna 340
- Cessna 402
- Convair 580
- De Havilland Canada DHC-6 "Twin Otter"
- De Havilland DH.104 "Heron"
- Embraer EMB-110 "Bandeirante"
- Martin 4-0-4
- Mohawk 298 (versione migliorata del Nord 262)
- Nord 262
- Piper PA-31 "Navajo"